# Galumnella rugosa
Galumnella rugosa är en kvalsterart som beskrevs av Balogh 1960. Galumnella rugosa ingår i släktet Galumnella och familjen Galumnellidae. Inga underarter finns listade i Catalogue of Life.